# ناوتو كونو
ناوتو كونو (باليابانية: 河野 直人) (9 سبتمبر 1985 في كاناغاوا في اليابان – )؛ هو لاعب كرة قدم سابق كان يلعب كحارس مرمى.

## وصلات خارجية
- ناوتو كونو على موقع عالم كرة القدم.نت (الإنجليزية)